# Cañón de madera
El cañón de madera es un cañón improvisado, hecho con el tronco de un árbol y reforzado con diversos materiales (sogas, zunchos de metal) para retrasar su explosión. 

## Construcción y características
El uso de madera para construir cañones puede ser el resultado de la escasez de metal, o la falta de técnicas y conocimientos para producir cañones de metal. Los cañones de madera eran sumamente débiles, apenas capaces de efectuar unos cuantos disparos, a veces uno solo, antes de explotar. Las bolas de cañón que disparaban podían estar hechas de diversos materiales, tales como madera, piedra, cerámica o hierro.
A veces su ánima podía estar forrada con hojalata y su exterior estaba reforzado con 8 o 10 zunchos de hierro. El mecanismo de disparo podía ser un sencillo agujero (oído) al que se aplicaba directamente una mecha lenta encendida, o utilizar una llave de chispa.
Los cañones de madera podían disparar una variedad de proyectiles, desde bolas de cañón hechas de diversos materiales hasta materiales incendiarios y un tipo de racimo de metralla (una carga de piedras menudas con bordes afilados para incrementar el daño a las compactas formaciones de infantería). También podían ser empleados como un arma sicológica, solo detonando la pólvora y haciendo ruido, lo cual era suficiente para inducir el pánico en las filas enemigas, haciéndoles creer que eran atacados con artillería verdadera. En las montañas, el sonido era reverberado por las laderas, amplificándose y creando un eco.    

## Uso en combate
Los cañones de madera han sido empleados en varias épocas. Aurangzeb los empleó para fines defensivos en el Decán, debido a que no tenía cañones metálicos pero si abundantes árboles disponibles.
Durante los siglos XVII y XVIII, los pueblos indígenas de América del Sur emplearon cañones de madera contra los españoles y portugueses. Los pueblos indígenas de América del Norte emplearon cañones de madera contra las fortificaciones inglesas y francesas. Squire Boone también construyó un cañón de madera y lo empleó en la defensa de Boonesborough, Kentucky, durante el asedio de Boonesborough en 1778. Los vietnamitas emplearon cañones de madera contra los franceses durante la Campaña de Cochinchina de 1862.
Los cañones de madera fueron empleados en Europa en varias ocasiones. El zar Pedro el Grande construyó varios cañones de madera en su infancia.
Los rumanos (moți) de los montes Apuseni construyeron cañones de madera y los emplearon contra el Ejército húngaro en 1848-1849. Los cañones de madera tenían diversos calibres, hasta 120 mm-150 mm, siendo hechos de troncos de abeto, cerezo o haya. Los troncos eran perforados con taladros manuales para obtener el calibre deseado. En batalla, los cañones de mayor calibre eran empleados desde posiciones fijas, mientras que los cañones de menor calibre podían ser desplegados en el campo de batalla, remolcados por hombres o carruajes, o transportados a lomos de mula.
Durante la sublevación de abril de 1876, los búlgaros emplearon 52 cañones de cerezo. Su ánima estaba forrada con tubos de cobre. Después de unos cuantos disparos, los cañones empezaron a rajarse y fueron reforzados con sogas empapadas en alquitrán. Durante la revuelta de Ilinden en 1903, los partisanos búlgaros en Macedonia también emplearon cañones de cerezo.
Durante la Primera Guerra Mundial, los alemanes desarrollaron una serie de morteros pesados hechos de madera, llamados mortero Albrecht.

## Táctica de decepción
En algunas guerras se emplearon cañones falsos, hechos a partir de un tronco y a veces pintados de negro, para confundir al enemigo. El hacerle creer que se posee una mayor potencia artillera era una eficaz táctica de demora. Durante la Guerra de Secesión, ambos bandos emplearon estas armas falsas, llamadas cañones cuáqueros. Su nombre deriva de la religión cuáquera, que tiene como uno de sus principios fundamentales oponerse a todo tipo de violencia y de guerra en lo que se conoce como el Testimonio de paz.

## Galería

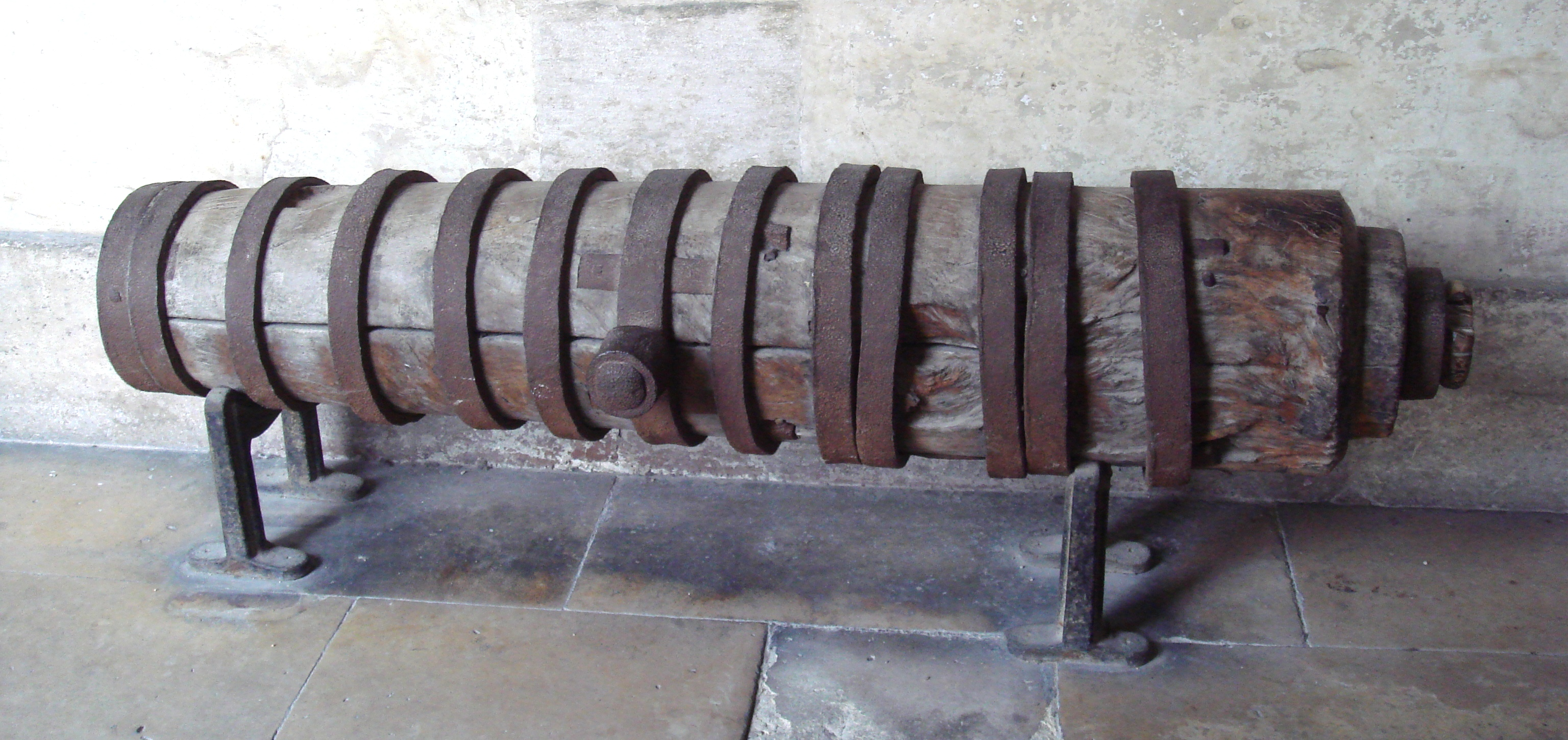
Cañón de madera vietnamita, capturado por los franceses en la ciudadela de Vĩnh Long el 23  de marzo de 1862. Calibre: 97 mm. Longitud: 1.90 m. Musée de l'Armée, París.
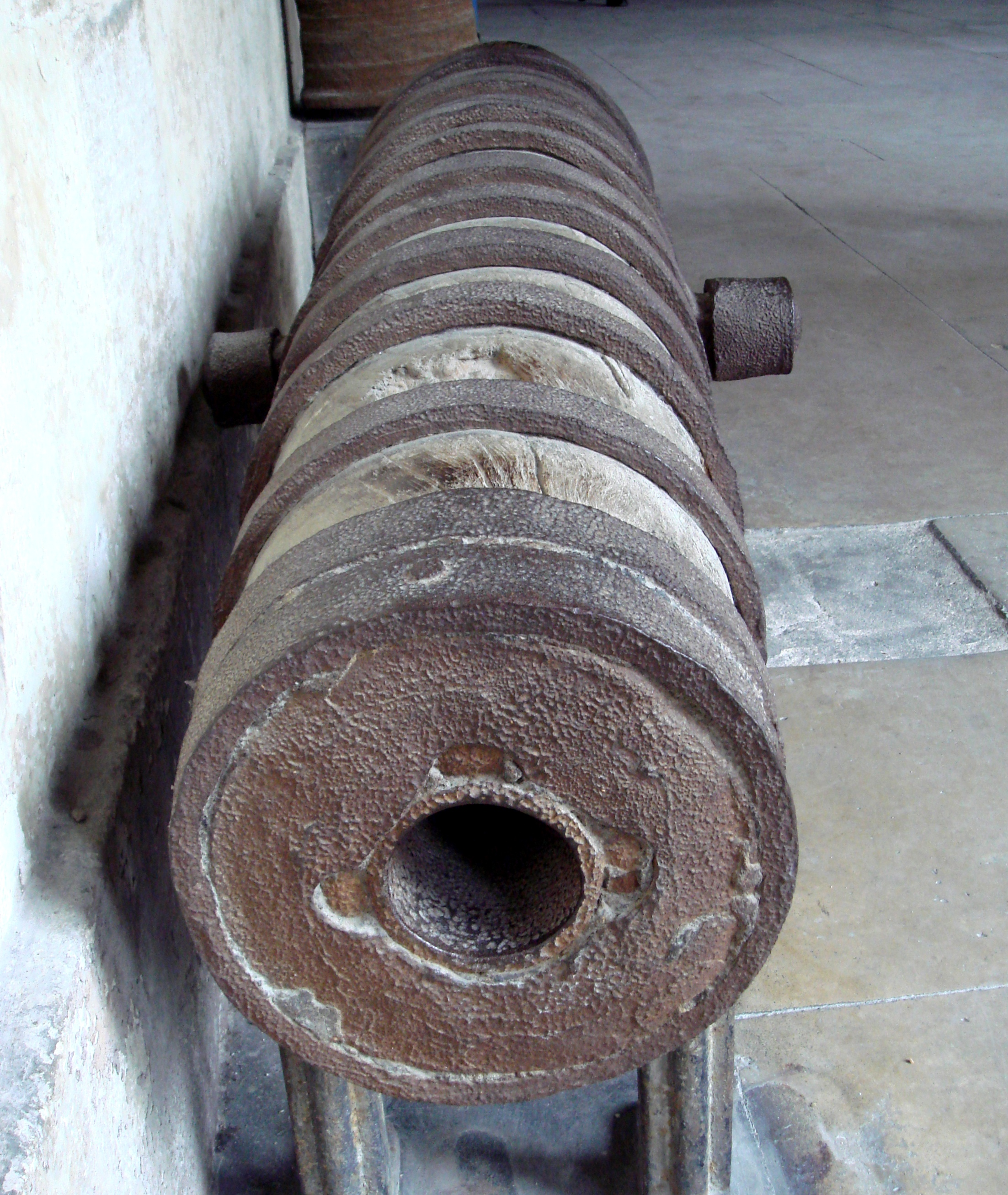
La boca del cañón de madera vietnamita de Vĩnh Long.
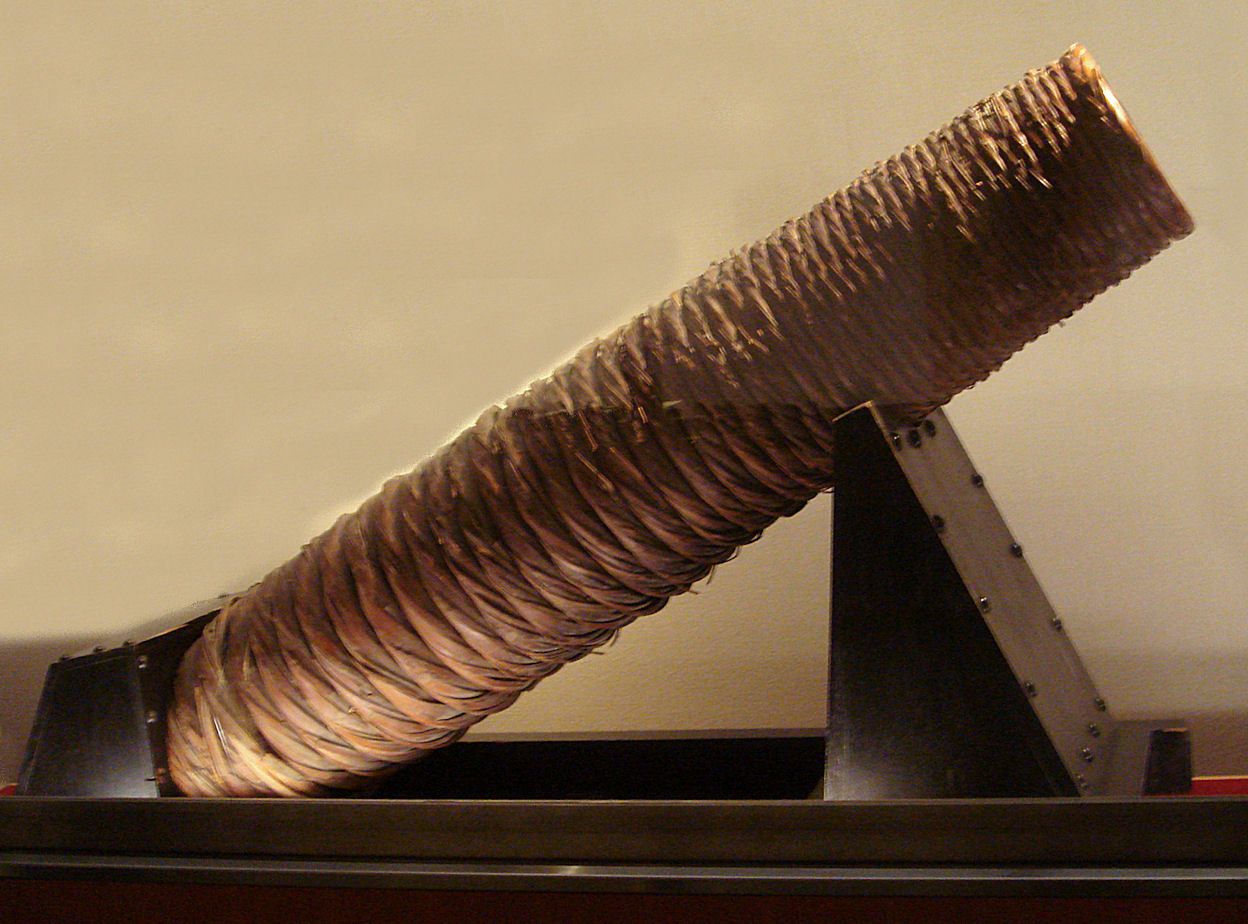
Cañones costeros de madera japoneses, construidos por los daimios a las órdenes del Bakufu en previsión al arribo del Comodoro Perry, 1853–1854.
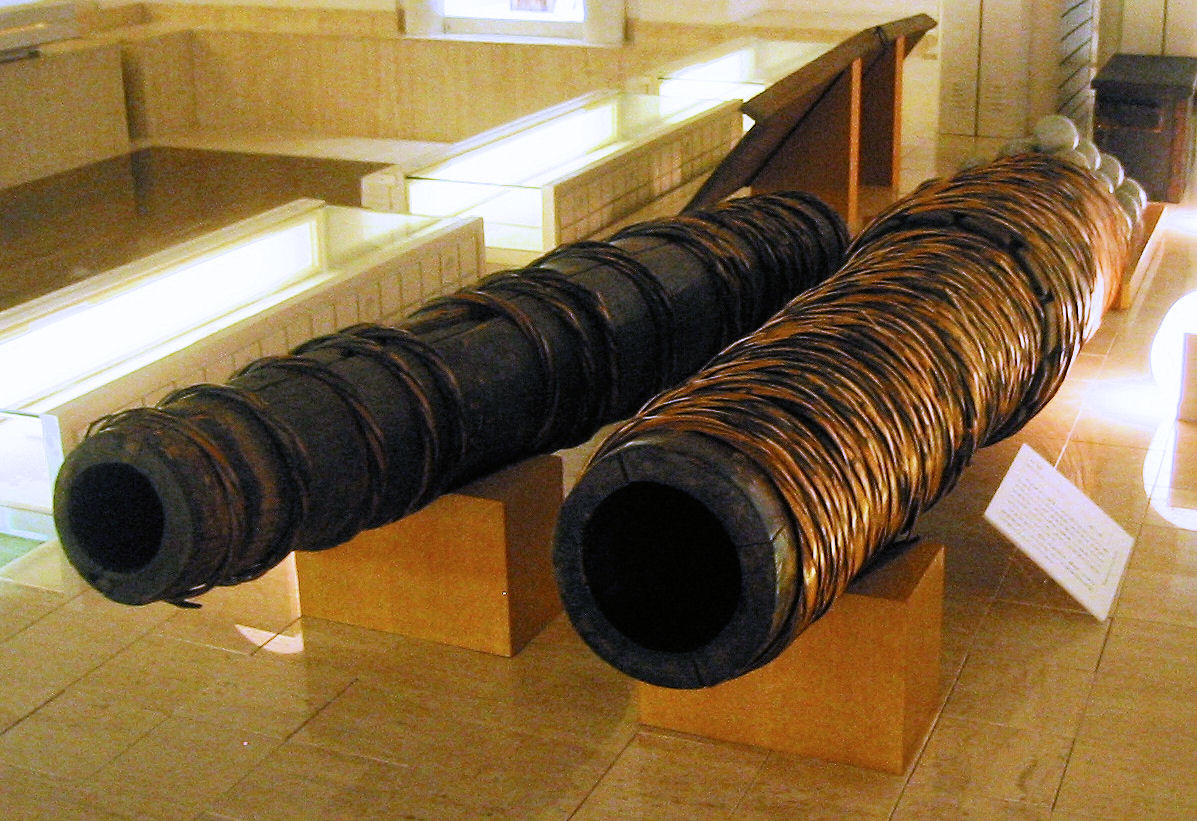
Cañones de madera empleados por el feudo de Sendai en Japón durante la Guerra Boshin en 1868. Museo de Sendai.
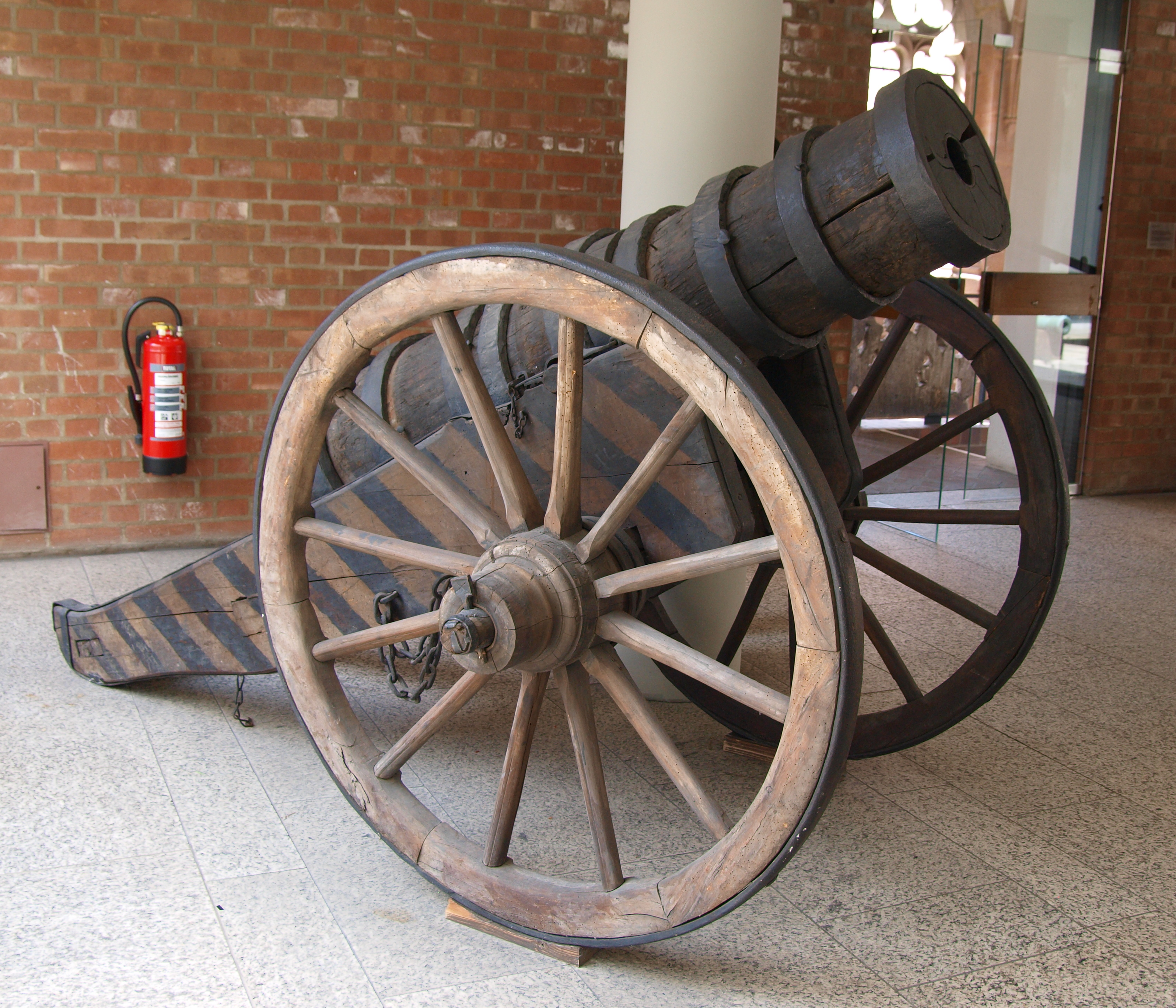
Cañón de madera europeo. Calibre: 90 mm. Caña de madera con ánima de hierro, sujetada por zunchos de hierro. Museo Nacional Germano, Núremberg.
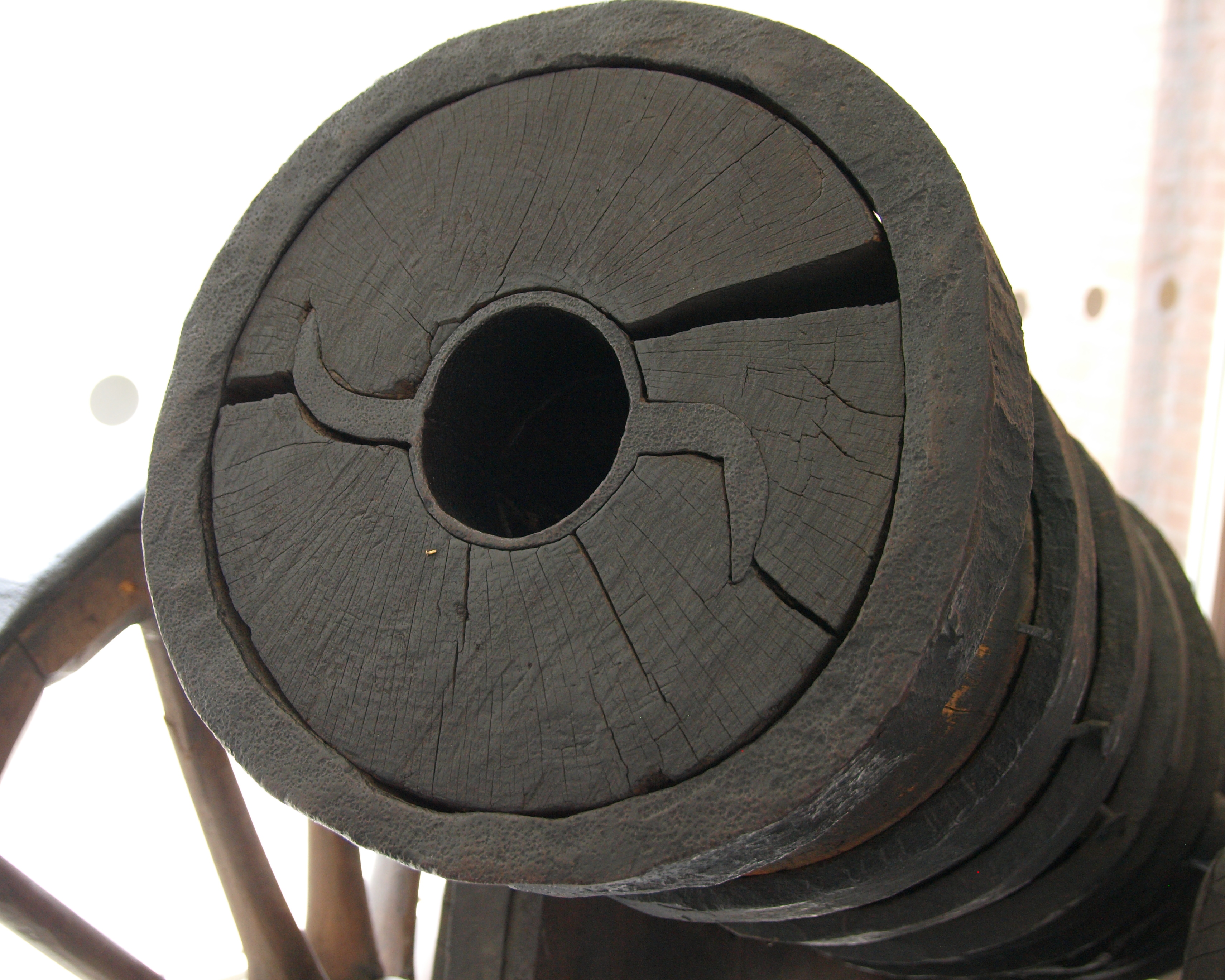
Acercamiento de la boca del mismo.